# Grand Prix Francie 1960
Grand Prix Francie 1960 (oficiálně XLVI Grand Prix de l'ACF) se jela na okruhu Reims-Gueux v Gueux, Marne ve Francii dne 3. července 1960. Závod byl šestým v pořadí v sezóně 1960 šampionátu Formule 1.

## Závod
| Poř.   | No. | Jezdec              | Konstruktér        | Počet kol | Čas/Odstoupení | Pořadí na startu | Body |
| ------ | --- | ------------------- | ------------------ | --------- | -------------- | ---------------- | ---- |
| 1      | 16  | Jack Brabham        | Cooper-Climax      | 50        | 1:57:24.9      | 1                | 8    |
| 2      | 44  | Olivier Gendebien   | Cooper-Climax      | 50        | + 48.3         | 9                | 6    |
| 3      | 18  | Bruce McLaren       | Cooper-Climax      | 50        | + 51.9         | 7                | 4    |
| 4      | 46  | Henry Taylor        | Cooper-Climax      | 49        | + 1 kolo       | 12               | 3    |
| 5      | 24  | Jim Clark           | Lotus-Climax       | 49        | + 1 kolo       | 10               | 2    |
| 6      | 22  | Ron Flockhart       | Lotus-Climax       | 49        | + 1 kolo       | 14               | 1    |
| 7      | 20  | Innes Ireland       | Lotus-Climax       | 43        | + 7 kol        | 4                |      |
| 8      | 48  | Bruce Halford       | Cooper-Climax      | 40        | Motor          | 16               |      |
| 9      | 40  | Masten Gregory      | Cooper-Maserati    | 37        | + 13 kol       | 17               |      |
| 10     | 42  | Ian Burgess         | Cooper-Maserati    | 36        | + 14 kol       | 22               |      |
| 11     | 4   | Wolfgang von Trips  | Ferrari            | 30        | Převodovka     | 5                |      |
| 12     | 2   | Phil Hill           | Ferrari            | 29        | Převodovka     | 2                |      |
| Ret    | 8   | Jo Bonnier          | BRM                | 22        | Motor          | 8                |      |
| Ret    | 36  | Lucien Bianchi      | Cooper-Climax      | 18        | Převodovka     | 15               |      |
| Ret    | 10  | Dan Gurney          | BRM                | 17        | Motor          | 6                |      |
| Ret    | 30  | Gino Munaron        | Cooper-Castellotti | 16        | Převodovka     | 19               |      |
| Ret    | 6   | Willy Mairesse      | Ferrari            | 14        | Převodovka     | 11               |      |
| Ret    | 14  | Tony Brooks         | Vanwall            | 7         | Vibrace        | 13               |      |
| Ret    | 12  | Graham Hill         | BRM                | 0         | Nehoda         | 3                |      |
| Ret    | 38  | Maurice Trintignant | Cooper-Maserati    | 0         | Nehoda         | 18               |      |
| DNS    | 28  | Richie Ginther      | Scarab             |           | Motor          | 20               |      |
| DNS    | 34  | David Piper         | Lotus-Climax       |           | Motor          | 21               |      |
| DNS    | 26  | Chuck Daigh         | Scarab             |           | Motor          | 23               |      |
| Zdroj: |     |                     |                    |           |                |                  |      |

## Průběžné pořadí po závodě
Pohár jezdců
|        | Pořadí | Jezdec            | Body |
| ------ | ------ | ----------------- | ---- |
| 1      | 1      | Jack Brabham      | 24   |
| 1      | 2      | Bruce McLaren     | 24   |
|        | 3      | Stirling Moss     | 11   |
| 7      | 4      | Olivier Gendebien | 10   |
| 1      | 5      | Jim Rathmann      | 8    |
| Zdroj: |        |                   |      |

Pohár konstruktérů
|        | Pořadí | Konstruktér     | Body |
| ------ | ------ | --------------- | ---- |
|        | 1      | Cooper-Climax   | 38   |
|        | 2      | Lotus-Climax    | 19   |
|        | 3      | Ferrari         | 15   |
|        | 4      | BRM             | 6    |
|        | 5      | Cooper-Maserati | 3    |
| Zdroj: |        |                 |      |